# افشای تصاویر برهنه سلبریتی‌ها در ۲۰۱۴

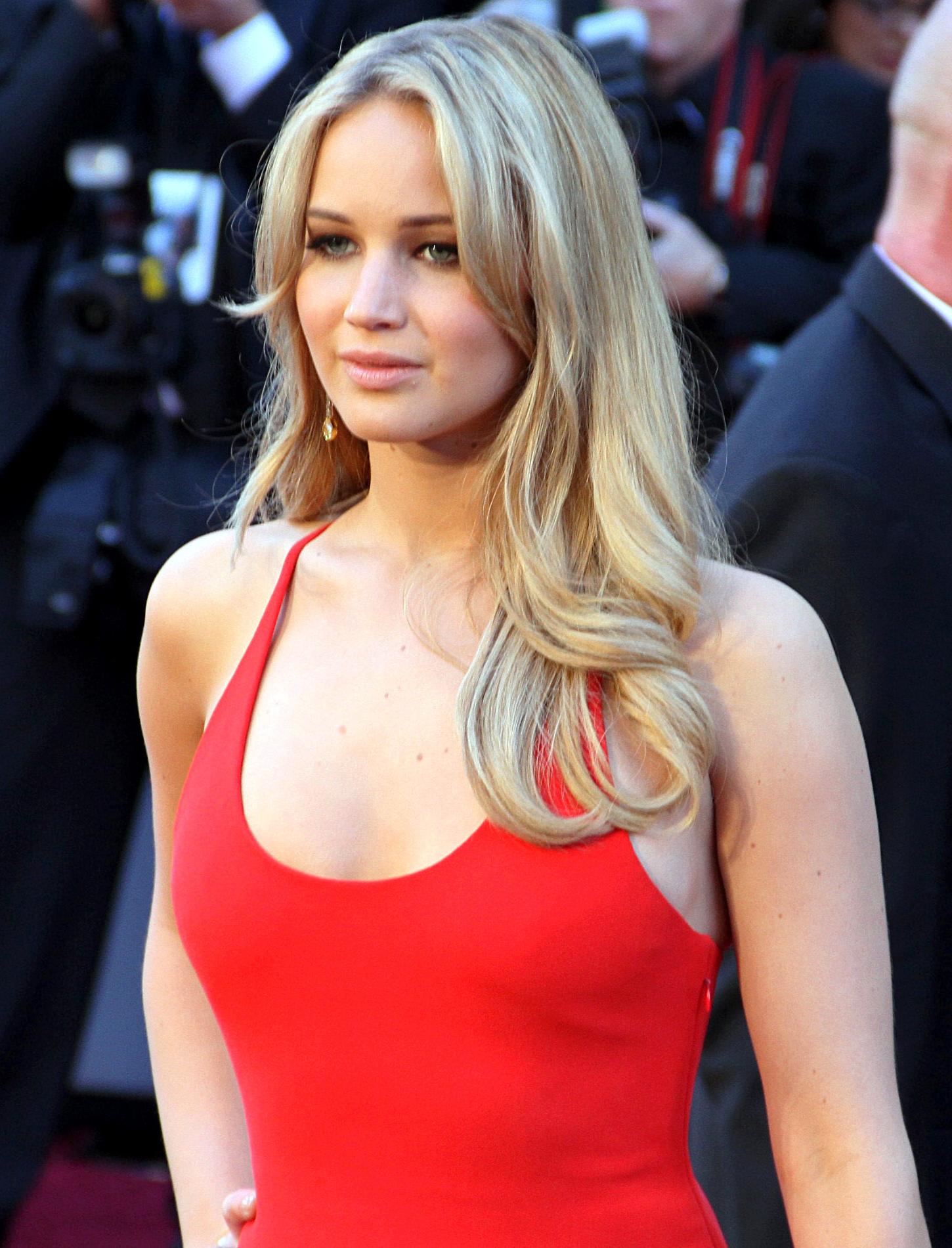
جنیفر لارنس بازیگر معروف هالیوود، سال ۲۰۱۱. یکی از قربانیان افشای تصاویر.

در ۳۱ اوت، ۲۰۱۴ تقریباً دویست عکس خصوصی از مشاهیر مختلف، عمدتاً زنان و بسیاری با برهنگی، در ۴چن، ردیت و تامبلر منتشر شد که بخشی از این تصاویر از طریق سرویس‌های بایگانی اینترنتی (Cloud) از جمله سرویس کمپانی اپل، آی‌کلاد به دست منتشرکنندگان تصاویر رسیده‌است. این عکس‌ها ظاهراً برای بیت‌کوین فروخته شده‌است.
قربانیان ادعا شده شامل جنیفر لارنس، جنی مک‌کارتی، ریانا، کیت آپتون، مری الیزابت وینستد، کیرستن دانست، آریانا گرانده، ویکتوریا جاستیس و امبر هردمی‌باشند.
وکیل جنیفر لارنس، و مری الیزابت وینستد، اصالت عکس‌ها را تأیید کرده ولی آریانا گرانده تعلق این عکس‌ها به خود را تکذیب کرده‌است.
پلیس فدرال آمریکا وارد این پرونده شده و تحقیق برای شناسایی عاملان انتشار این تصاویر را آغاز کرده‌است. اپل نیز گفته‌است که در خصوص هک شدن احتمالی iCloud تحقیق می‌کند.
اکتبر ۲۰۱۶ دادگاهی در آمریکا رایان کالینز را به جرم هک کردن صفحات شخصی ستارگان سینما و دزدیدن تصاویر برهنه آنها به ۱۸ ماه زندان محکوم کرد، رایان کالینز ۳۶ ساله در ماه مه ۲۰۱۶ جرم خود را در دادگاه پذیرفته بود.